# Minna Borée
Minna Borée, verheiratet Minna Koegel-Borée (* 8. Dezember 1846 in Elbingerode; † 18. September 1890 in Gauting bei München) war eine deutsche Opernsängerin (Alt). Sie wirkte vor allem am Stadttheater in Hamburg.

## Leben
Ausgebildet in Leipzig, bekam sie am dortigen Opernhaus ihr erstes Engagement (1868–1873). 1874 ging sie für zwei Jahre an das Stadttheater Hamburg, wechselte zwischenzeitlich zum Deutschen Theater in Prag und wirkte bis zum Ende ihrer Laufbahn im Jahr 1884 wieder in Hamburg. Seit ihrer Heirat mit dem renommierten Hamburger Basssänger Josef Kögel trat sie auch unter dem Namen Minna Borée-Kögel auf. Sie gastierte an führenden Opernhäusern im gesamten deutschen Sprachraum und war auch im Konzert- und Oratorienfach bewandert. Sie starb im Alter von 43 Jahren.
Eine Verwandtschaft mit der Schauspieler Albert Borée (1864–1910), der ebenfalls in Elbingerode geboren wurde, ist offensichtlich, der Status des Verwandtschaftsgrades ist aber ungeklärt.

## Repertoire
- Orpheus in Orfeo ed Euridice von Christoph Willibald Gluck
- Fides in Le Prophète von Giacomo Meyerbeer
- Azucena in Il trovatore von Giuseppe Verdi
- Orsini in Lucrezia Borgia von Gaetano Donizetti
- Adriano in Rienzi von Richard Wagner
- Ortrud in Lohengrin von Richard Wagner